# Australiens Grand Prix 2005
Australiens Grand Prix 2005 (officiellt Formula 1 Foster's Australian Grand Prix 2005) var det första av 19 lopp ingående i formel 1-VM 2005. Loppet kördes på Albert Park Circuit i Melbourne, den 6 mars 2005. 
Konstruktören Red Bull Racing gjorde sin debut i loppet, efter att Jaguar blivit uppköpta och bytt namn. 

## Fria träningspass
Fyra fria träningspass hölls innan kvalet och loppet. De sex lägst rankade lagen från konstruktörsmästerskapet 2004 fick ha en extra bil på fredagens fria träningspass. Dessa förare var inte med i kvalet eller loppet.
| Konstruktör       | Förare            |
| ----------------- | ----------------- |
| McLaren Mercedes  | Pedro de la Rosa  |
| Sauber-Petronas   | -                 |
| Red Bull-Cosworth | Vitantonio Liuzzi |
| Toyota            | Ricardo Zonta     |
| Jordan-Toyota     | Robert Doornbos   |
| Minardi-Cosworth  | -                 |

Vid första träningspasset deltog 22 förare, då de två Minardi-bilarna inte ställde upp. Vitantonio Liuzzi var snabbast framför två andra reservförare, Pedro de la Rosa och Ricardo Zonta. Bland de ordanarie förarna var Juan Pablo Montoya först på fjädre plats. Narain Karthikeyan:s motor lade av efter sex varv, och var den ende som fick avbryta. 
Vid andra träningspasset var de två McLaren-förarna Pedro de la Rosa och Kimi Räikkönen snabbast, före Nick Heidfeld och Michael Schumacher. Vitantonio Liuzzi, som var snabbast i första träningspasset, snurrade tredje kurvan och hamnade i gruset, vilket ledde till att han fick avbryta passet. Narain Karthikeyan fick bötesbestraffning efter att ha kört för fort i depån. Farten uppmättes till 86,2 km/h och boten uppgick till 6750 dollar. Återigen deltog ingen av Minardis bilar. 
Efter att ha regnat under natten, var banan våt under det tredje träningspasset. De två Ferrari-bilarna, körda av Michael Schumacher och Rubens Barrichello, var snabbast i passet. Kimi Räikkönen var tredje snabbast i sin McLaren. Båda Minardi-bilarna deltog i passet, men Christijan Albers snurrade av i kurva tre på sitt sista varv. Ingen av Sauber-, Williams- or Renaultförarna registrerade några tider. Mark Webber snurrade två gånger under sitt enda varv han körde. 
I det sista träningspasset var banan fortfarande fuktig. Tiderna förbättrades betydlig jämfört med de föregående passet. Kimi Räikkönen var snabbast framför Fernando Alonso, och Juan Pablo Montoya lyckades få den tredje bästa tiden i sitt avslutande varv. Narain Karthikeyan snurrade av i kurva nio och hans bil började brinna, så han fick avbryta passet. 

## Resultat

### Kvalet
| Pos.   | Nr. | Förare               | Konstruktör       | Q1        | Q2        | Totalt    | Tidsskillnad | Placering |
| ------ | --- | -------------------- | ----------------- | --------- | --------- | --------- | ------------ | --------- |
| 1      | 6   | Giancarlo Fisichella | Renault           | 1:33,171  | 1:28,289  | 3:01,460  |              | 1         |
| 2      | 16  | Jarno Trulli         | Toyota            | 1:35,270  | 1:29,159  | 3:04,429  | +2,969       | 2         |
| 3      | 7   | Mark Webber          | Williams-BMW      | 1:36,717  | 1:28,279  | 3:04,996  | +3,536       | 3         |
| 4      | 11  | Jacques Villeneuve   | Sauber-Petronas   | 1:36,984  | 1:29,862  | 3:06,846  | +5,386       | 4         |
| 5      | 14  | David Coulthard      | Red Bull-Cosworth | 1:38,320  | 1:28,892  | 3:07,212  | +5,752       | 5         |
| 6      | 15  | Christian Klien      | Red Bull-Cosworth | 1:37,486  | 1:29,991  | 3:07,477  | +6,017       | 6         |
| 7      | 8   | Nick Heidfeld        | Williams-BMW      | 1:39,717  | 1:29,413  | 3:09,130  | +7,670       | 7         |
| 8      | 3   | Jenson Button        | BAR-Honda         | 1:41,512  | 1:30,616  | 3:12,128  | +10,668      | 8         |
| 9      | 10  | Juan Pablo Montoya   | McLaren-Mercedes  | 1:45,325  | 1:29,320  | 3:14,645  | +13,185      | 9         |
| 10     | 9   | Kimi Räikkönen       | McLaren-Mercedes  | 1:44,997  | 1:30,561  | 3:15,558  | +14,098      | 10        |
| 11     | 2   | Rubens Barrichello   | Ferrari           | 1:45,481  | 1:31,341  | 3:16,822  | +15,362      | 11        |
| 12     | 19  | Narain Karthikeyan   | Jordan-Toyota     | 1:44,357  | 1:32,735  | 3:17,092  | +15,632      | 12        |
| 13     | 5   | Fernando Alonso      | Renault           | 1:47,708  | 1:29,758  | 3:17,466  | +16,006      | 13        |
| 14     | 18  | Tiago Monteiro       | Jordan-Toyota     | 1:46,846  | 1:33,483  | 3:20,329  | +18,869      | 14        |
| 15     | 17  | Ralf Schumacher      | Toyota            | 1:51,495  | 1:31,222  | 3:22,717  | +21,257      | 15        |
| 16     | 20  | Patrick Friesacher   | Minardi-Cosworth  | 1:50,864  | 1:37,499  | 3:28,363  | +26,903      | 16        |
| 17     | 21  | Christijan Albers    | Minardi-Cosworth  | 1:49,230  | Ingen Tid | Ingen Tid | N/A          | 17        |
| 18     | 1   | Michael Schumacher   | Ferrari           | 1:57,931  | Ingen Tid | Ingen Tid | N/A          | 191       |
| 19     | 4   | Takuma Sato          | BAR-Honda         | Ingen Tid | Ingen Tid | Ingen Tid | N/A          | 201       |
| 20     | 12  | Felipe Massa         | Sauber-Petronas   | Ingen Tid | Ingen Tid | Ingen Tid | N/A          | 18        |
| Källa: |     |                      |                   |           |           |           |              |           |

### Loppet
| Pos.   | Nr. | Förare               | Konstruktör       | Däck | Varv | Tid/Bröt         | Placering | Poäng |
| ------ | --- | -------------------- | ----------------- | ---- | ---- | ---------------- | --------- | ----- |
| 1      | 6   | Giancarlo Fisichella | Renault           | M    | 57   | 1:24:17,336      | 1         | 10    |
| 2      | 2   | Rubens Barrichello   | Ferrari           | B    | 57   | +5,553           | 11        | 8     |
| 3      | 5   | Fernando Alonso      | Renault           | M    | 57   | +6,712           | 13        | 6     |
| 4      | 14  | David Coulthard      | Red Bull-Cosworth | M    | 57   | +16,131          | 5         | 5     |
| 5      | 7   | Mark Webber          | Williams-BMW      | M    | 57   | +16,908          | 3         | 4     |
| 6      | 10  | Juan Pablo Montoya   | McLaren-Mercedes  | M    | 57   | +35,033          | 9         | 3     |
| 7      | 15  | Christian Klien      | Red Bull-Cosworth | M    | 57   | +38,997          | 6         | 2     |
| 8      | 9   | Kimi Räikkönen       | McLaren-Mercedes  | M    | 57   | +39,633          | PL1       | 1     |
| 9      | 16  | Jarno Trulli         | Toyota            | M    | 57   | +1:03,108        | 2         |       |
| 10     | 12  | Felipe Massa         | Sauber-Petronas   | M    | 57   | +1:04,393        | 18        |       |
| 11     | 3   | Jenson Button        | BAR-Honda         | M    | 56   | Avbröt           | 8         |       |
| 12     | 17  | Ralf Schumacher      | Toyota            | M    | 56   | +1 Lap           | 15        |       |
| 13     | 11  | Jacques Villeneuve   | Sauber-Petronas   | M    | 56   | +1 Lap           | 4         |       |
| 14     | 4   | Takuma Sato          | BAR-Honda         | M    | 55   | Avbröt           | 20        |       |
| 15     | 19  | Narain Karthikeyan   | Jordan-Toyota     | B    | 55   | +2 Laps          | 12        |       |
| 16     | 18  | Tiago Monteiro       | Jordan-Toyota     | B    | 55   | +2 Laps          | 14        |       |
| 17     | 20  | Patrick Friesacher   | Minardi-Cosworth  | B    | 53   | +4 Laps          | 16        |       |
| DNF    | 1   | Michael Schumacher   | Ferrari           | B    | 42   | Kollisionsskador | 19        |       |
| DNF    | 8   | Nick Heidfeld        | Williams-BMW      | M    | 42   | Kollision        | 7         |       |
| DNF    | 21  | Christijan Albers    | Minardi-Cosworth  | B    | 16   | Växellåda        | 17        |       |
| Källa: |     |                      |                   |      |      |                  |           |       |